# Aage H. Andersen
Aage H. Andersen (ur. 1 lipca 1892, zm. 27 lutego 1968) – duński nazistowski i antysemicki publicysta, pisarz i działacz polityczny.
W 1933 roku wstąpił do Narodowej Partii Socjalistycznej. Wkrótce przeszedł do Narodowosocjalistycznej Duńskiej Partii Robotniczej (DNSAP) Fritsa Clausena. Po przegranych wyborach parlamentarnych w 1935 roku, w październiku tego roku założył nazistowską Narodową Socjalistyczną Partię Robotniczą (NSAP), zostając jej przywódcą. Był znany ze swoich wystąpień antyżydowskich, za co w 1938 roku został skazany na karę 80 dni więzienia. W późniejszym okresie kilkakrotnie karano go za antysemickie wypowiedzi. Pisał też książki o charakterze antysemickim (m.in. w 1939 roku przetłumaczył na duński i wydał „Protokoły mędrców Syjonu”). Od maja tego roku współpracował z antysemickim magazynem „Kamptegnet”. W okresie okupacji niemieckiej prowadził kolaborację z Niemcami. W styczniu 1941 roku wznowił kontakty z DNSAP, stając na czele Racepoltisk Centralkontor (Centralne Biuro Polityki Rasowej). 31 października tego roku powołał Duńską Ligę Antyżydowską (DAL). Od grudnia 1943 roku do grudnia 1944 roku redagował pismo „Racetjenesten”, zamieszczające antysemickie artykuły.  20 maja 1944 roku został wydalony z DNSAP, po czym stanął na czele Centralkontor for Racespørgsmål (Centralne Biuro ds. Rasy) Korpusu Schalburga. Po zakończeniu wojny został aresztowany, po czym 19 sierpnia 1947 roku skazany na karę 8 lat więzienia. W lutym 1948 roku skazano go ponadto na karę 10 lat więzienia.